# نشانه وارونه برادبنت
نشانه وارونه برادبنت (انگلیسی: Broadbent inverted sign) یک نشانهٔ بالینی است که در آن نبضی در دیواره خلفی جانبی چپ قفسه سینه در زمان سیستول قلبی مشاهده می‌شود. در ابتدا تصور می‌شد که این موضوع به دلیل آنوریسم دهلیز چپ باشد، اما امروزه آن را بیشتر با هیپرتروفی بطن چپ مرتبط می‌دانند. این علامت به افتخار ویلیام برادبنت نامگذاری شده است.